# Johanna Terwin
Johanna Terwin (Kaiserslautern, 18 marzo 1884 – Zurigo, 4 gennaio 1962) è stata un'attrice tedesca.
La sua carriera inizia nel 1910 allo Stadtteather di Passavia. Nel 1911 si trasferì a Berlino, dove ebbe occasione di recitare a fianco di Alessandro Moissi, di cui diverrà la seconda moglie nel 1919. Negli anni venti recitò invece a Vienna (Theater in der Josefstadt).
Fu anche attrice cinematografica, molto attiva negli anni dieci e trenta.

## Filmografia parziale
- Heimat und Fremde, regia di Joe May (1913)
- Das schwarze Los, regia di John Gottowt (1913)
- Der falsche Schein, regia di Willy Zein (1915)
- Lache Bajazzo, regia di Richard Oswald (1915)
- Die Spione, regia di Ewald André Dupont (1919)
- Tausend für eine Nacht, regia di Max Mack (1933)
- Fiori di Nizza (Blumen aus Nizza), regia di Augusto Genina (1936)
- Serata tragica (Premiere), regia di Géza von Bolváry (1937)
- Peccati d'amore (Finale o Die unruhigen Mädchen), regia di Géza von Bolváry (1938)
- Frauensee, regia di Rudolf Jugert (1958)